# The Maggot
The Maggot (рус. Личинка) — десятый студийный альбом американской сладж-метал-группы Melvins, который был издан в 1999 году на лейбле Ipecac Recordings.

## Об альбоме
Это первая часть трилогии, состоящей из альбомов The Maggot (1999), The Bootlicker (1999) и The Crybaby (2000).

## Список композиций
| №   | Название                                                                    | Длительность |
| --- | --------------------------------------------------------------------------- | ------------ |
| 1.  | «amazon»                                                                    | 0:52         |
| 2.  | «amazon (cont.)»                                                            | 0:51         |
| 3.  | «AMAZON»                                                                    | 2:51         |
| 4.  | «AMAZON (cont.)»                                                            | 2:54         |
| 5.  | «We All Love JUDY»                                                          | 1:14         |
| 6.  | «We All Love JUDY (cont.)»                                                  | 1:18         |
| 7.  | «Manky»                                                                     | 3:41         |
| 8.  | «Manky (cont.)»                                                             | 3:47         |
| 9.  | «The Green Manalishi (With the Two-Pronged Crown) (кавер на Fleetwood Mac)» | 3:26         |
| 10. | «The Green Manalishi (With the Two-Pronged Crown) (cont.)»                  | 3:27         |
| 11. | «The Horn Bearer»                                                           | 1:13         |
| 12. | «The Horn Bearer (cont.)»                                                   | 1:15         |
| 13. | «Judy»                                                                      | 1:17         |
| 14. | «Judy (cont.)»                                                              | 1:20         |
| 15. | «See How Pretty, See How Smart»                                             | 4:28         |
| 16. | «See How Pretty, See How Smart (cont.)»                                     | 6:04         |

## Над альбомом работали

### Участники группы
- Базз Осборн — гитара, вокал, басс
- Дейл Кровер — ударные, гитара, вокал
- Кевин Рутманис — басс, вокал

### Прочие
- Тим Грин — звукорежиссура
- Маки Осборн — дизайн обложки альбома